# Yola, Nigeria
Yola   este un oraș  în partea de est a Nigeriei, pe malul fluviului Benue. Este reședința  statului  Adamawa. La recensământul din anul 1991 avea o populație de 54.810 locuitori.